# Ngày lịch sử (phim)
"Ngày lịch sử" (Tiếng Nga: Исторический день) là một bộ phim tài liệu màu hợp tác giữa Liên Xô và Việt Nam của đạo diễn Vladimir Yeshurin với nội dung về Lễ mừng Chính phủ Việt Nam Dân chủ Cộng hòa trở về thủ đô Hà Nội và cuộc duyệt binh mừng thắng lợi của cuộc kháng chiến chống Pháp tại Hà Nội vào ngày 1 tháng 1 năm 1955.

## Quá trình quay phim
Vào tháng 5 năm 1954, một nhóm các nhà quay phim của Liên Xô gồm Vladimir Yeshurin, Yevgeny Mukhin và Roman Karmen dẫn đầu lần đầu tiên đến căn cứ của Trung ương Đảng Lao động Việt Nam và các cơ quan lãnh đạo của VNDCCH hoạt động trong rừng rậm ở chiến khu Việt Bắc. Đoàn làm phim đã gặp Chủ tịch Hồ Chí Minh và cùng với các nhà làm phim VNDCCH (Phạm Văn Khoa, Mai Lộc, Nguyễn Tiến Lợi, Quang Huy, Hồng Nghi và nhà văn Nguyễn Đình Thi) tiến hành quay bộ phim tài liệu này trong tám tháng. Tổng cộng, khoảng bốn mươi nghìn mét phim màu đã được quay.
Những thước phim tư liệu được quay tại Hà Nội trong Lễ duyệt binh mừng Chiến thắng ngày 1 tháng 1 năm 1955 của các nhà quya phim Liên Xô đã được biên tập thành một bộ phim tài liệu mang tên "Ngày lịch sử"  do Vladimir Yeshurin làm đạo diễn kiêm quay phim.

## Nội dung
```
"Tám năm qua, Chính phủ phải xa rời Thủ đô để kháng chiến cứu nước. Tuy xa nhau nhưng lòng Chính phủ luôn luôn gần cạnh đồng bào. Ngày nay do nhân dân ta đoàn kết nhất trí, quân đội ta chiến đấu anh dũng, hòa bình đã thắng lợi. Chính phủ lại trở về Thủ đô với đồng bào. Muôn dặm một nhà, lòng vui mừng khôn xiết kể!" - Trích Lời kêu gọi nhân ngày Thủ đô giải phóng của Chủ tịch Hồ Chí Minh, ngày 10/10/1954 
```

Phim bắt đầu bằng khung cảnh Hà Nội sau ngày Quân đội Nhân dân Việt Nam vào tiếp quản thành phố với một khung cảnh sôi nổi, náo nhiệt và mọi người đều hân hoan, phấn khởi. Tiếp đó là cuộc duyệt binh và diễu hành mừng chiến thắng của cuộc kháng chiến chống Pháp ngày 1 tháng 1 năm 1955 diễn ra tại Quảng trường Ba Đình. Trên lễ đài chính có sự xuất hiện của Chủ tịch Hồ Chí Minh, Bộ trưởng Ngoại giao Phạm Văn Đồng, Đại tướng Võ Nguyên Giáp và các nhà lãnh đạo khác của Việt Nam Dân chủ Cộng hòa. Đại diện của Liên Xô, Trung Quốc và các quốc gia khác cũng có mặt trên khán đài với tư cách là khách mời trong lễ duyệt binh. Đại diện đoàn Liên Xô là Đại sứ Liên Xô tại VNDCCH Alexander Andreevich Lavrishchev. Phim kết thúc bằng cảnh pháo hoa được bắn lên trên bầu trời Hà Nội.

## Ê-kíp
- Vladimir Yeshurin - đạo diễn, quay phim

- Nguyễn Đình Thi - kịch bản
- Victor Kotov - kỹ sư âm thanh
- Nguyễn Hồng Nghi - quay phim
- Nguyễn Tiến Lợi - quay phim
- Phan Nghiêm - quay phim

## Giải thưởng
- Ngày 18/7/1955, Chủ tịch Hồ Chí Minh ký Sắc lệnh số 234B-SL tặng thưởng cho đạo diễn điện ảnh Vladimir Yeshurin Huân chương Lao động hạng nhất và kỹ sư âm thanh Viktor Kotov Huân chương Lao động Việt Nam hạng 2 vì công lao của ông. làm phim này

## Sự kiện bên lề
- Hiện nay, địa điểm của khán đài chính trong phim là lăng Chủ tịch Hồ Chí Minh.
- Kỹ sư âm thanh Liên Xô Viktor Alekseevich Kotov được nhắc đến trong phần đầu phim với tư cách là nhà điều hành và kỹ sư âm thanh, nhưng cho đến nay vẫn chưa có thông tin xác nhận sự hiện diện của ông ở miền Bắc Việt Nam vào thời điểm đó, có vẻ như ông đã chỉnh sửa phim sau khi trở về nhóm của Roman Karmen đến Liên Xô  .
- Về người soạn nhạc đệm cho bộ phim dựa trên nhạc Việt Nam, chỉ có họ được ghi trong phần đầu phim là Ivanov. Có lẽ, đó là Nikolai Pavlovich Ivanov-Radkevich, vì trong danh sách các tác phẩm của ông có đề cập đến "một bài hát dành tặng cho Ngày Lịch sử (1955)"  .
- Bộ phim gốc được lưu giữ tại thành phố Krasnoyarsk, Liên bang Nga.
- Phía Việt Nam đã mua toàn bộ bản quyền trình chiếu bộ phim này với giá 5.000 USD và bắt đầu từ ngày 1 tháng 9 năm 2005, bộ phim đã được chiếu thường xuyên trên đài truyền hình Việt Nam.